# Nitta Jirō

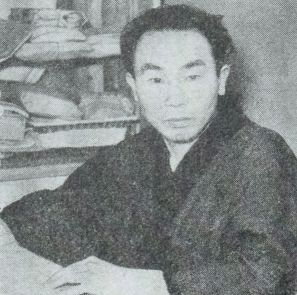
Nitta Jirō

Nitta Jirō (japanisch 新田 次郎, eigentlich Fujiwara Hiroto; geboren 6. Juni 1912 in Kamisuwa (Präfektur Nagano); gestorben 15. Februar 1980) war zunächst japanischer Meteorologe, dann Schriftsteller.

## Leben und Wirken
Nitta Jirō schloss 1932 seine Ausbildung an der Ausbildungsstätte für drahtlose Telegrafie „Musen denshin kōshūjo“ (無線電信講習所) ab. Er trat im selben Jahr in die staatliche Wetterzentrale (中央気象台, Chūō kishō-dai) ein und arbeitete 6 Jahre auf der meteorologischen Station auf dem Gipfel des Fuji. 1943 wurde er zur zentralen Wetterstation der Mandschurei abkommandiert und erlebte das Kriegsende in Changchun. Nach mehr als einem Jahr in Gefangenschaft konnte er im Oktober 1946 nach Japan zurückkehren und seine Arbeit als Meteorologe wieder aufnehmen.
Inspiriert von der Tatsache, dass die Aufzeichnungen seiner Frau zur Heimkehr aus dem Krieg, die unter dem Titel „Sterne, die sich bewegen, leben“ (流れる星は生きている, Nagareru hoshi wa ikite iru) 1949 ein Bestseller wurden, begann auch er zu schreiben. Sein Buch „Gōriki-den“ (強力伝) – etwa „Bericht zur Kraft“, basiert auf seinen Erfahrungen auf der Fuji-Wetterstation 1951. Die Erzählung wurde von der Sonntagsausgabe der Zeitung Mainichi Shimbun als preiswürdig angesehen. Tatsächlich wurde sie 1955 mit dem Naoki-Preis ausgezeichnet.
Nitta schrieb dann „Kokō no hito“ (孤高の人) – „Ein Mensch in einsamer Höhe“, „Jūsōji“ (縦走路) „Vertikale Rollbahn“, Bücher, die aus seiner Bergerfahrung resultieren. Darunter wurde sein „Hakkōdasan shi no hōkō“ (八甲田山死の彷徨) – „Todesmarsch am Berg Hakkōda“ ein Bestseller. Weiter schrieb er „Mōhatsu shitsudo-kei“ (毛髪湿度計) –„Haarhygrometer“, „Sakurajima“ (桜島), „Shōwashinzan“ (昭和新山). Große geschichtliche Arbeiten sind „Takeda Shingen“ (4 Bände) und „Takeda Katsuyori“ (3 Bände). Seine Erfahrungen 1945/46 im Gefangenenlager beschrieb er in „Hōkyō“ (望郷) – „Heimweh“. 1980 starb er plötzlich, während er eine Fortsetzungsgeschichte „Koshū – Saudāde“ (孤愁―サウダーデ) – „Einsamkeit – Saudade“ für die Zeitung Mainichi Shimbun schrieb.
Der Verlag Shinchōsha publizierte Nittas Gesamtwerk in 11 Bänden. Seit 1982 wird der „Nitta-Jirō-Literaturpreis“ (新田次郎文学賞) von der „Nitta-Jirō-Gedächtnisgesellschaft“ (新田次郎記念会) verliehen.